# 豐景園
豐景園（英語：Goodview Garden），是屯門區的一個私人屋苑，位於香港屯門南部的青山灣海珠路7號，由南豐集團發展及管理，鄰近翠寧花園、友愛邨及海典軒。

## 樓宇
屋苑共有5座樓高32層的樓宇（住宅層數3-34字樓），設有平台花園、私家泳池及多層停車場。
| 樓宇名稱 | 落成年份 | 樓宇層數（住宅層數） | 每層伙數     | 單位數目（伙） |
| -------- | -------- | -------------------- | ------------ | -------------- |
| *第1座   | 1990     | 32層（3至34樓）      | 3至34樓：8伙 | 256            |
| 第2座    | 1990     | 32層（3至34樓）      | 3至34樓：8伙 | 256            |
| 第3座    | 1990     | 32層（3至34樓）      | 3至34樓：8伙 | 256            |
| 第4座    | 1990     | 32層（3至34樓）      | 3至34樓：8伙 | 256            |
| *第5座   | 1990     | 32層（3至34樓）      | 3至34樓：8伙 | 256            |

以（*）標示樓宇為2019冠狀病毒病香港疫情當中多名確診個案患者居住的大廈

## 所屬選區
豐景園屬於屯門區議會的友愛北選區，由獨立民主派人士林明恩擔任當區前任區議員。而在立法會地區直選中，則屬於新界西（LC4）選區。

## 資料來源與註釋
1. ↑  . 美聯物業.   [2020-09-30].
2. 1 2   (PDF). 差餉物業估價署. 2020-10  [2020-11-15]. （原始内容存档 (PDF)于2021-01-08）.
3. 1 2  . 中原數據.   [2020-11-29]. （原始内容存档于2020-12-11）.
4. ↑  . 中原數據.   [2020-11-29]. （原始内容存档于2020-12-11）.
5. ↑   (PDF).   [2020-08-26]. （原始内容存档 (PDF)于2018-01-24）.
6. ↑   (PDF).   [2020-08-26]. （原始内容存档 (PDF)于2018-11-23）.